# Stactobia beren
Stactobia beren är en nattsländeart som beskrevs av Schmid 1983. Stactobia beren ingår i släktet Stactobia och familjen smånattsländor. Inga underarter finns listade i Catalogue of Life.